# Rothmannia whitfieldii
Rothmannia whitfieldii es una especie de pequeño árbol de la familia de las rubiáceas. Se encuentra en África.

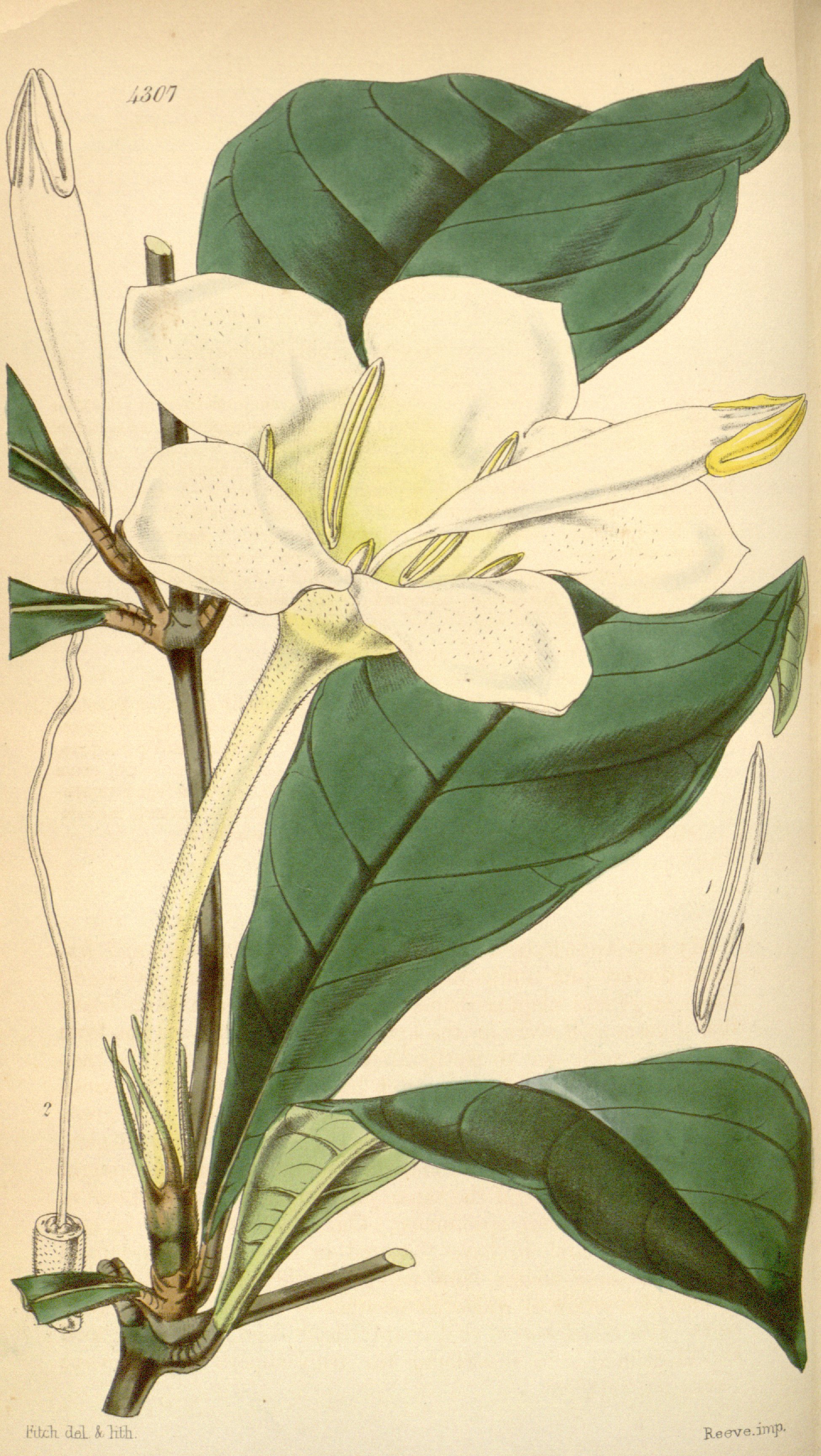
Ilustración

## Descripción
Es un arbusto o árbol pequeño, que alcanza un tamaño de 2 a 12 m  de altura. Tiene las flores fragantes y colgantes con la corola blanca en el interior y marrón aterciopelado en el exterior. El fruto estriado o liso casi, tintadode color negro.

## Distribución
Se encuentra en los bosques en las regiones de sabana por Angola, Camerún, Congo Guinea Ecuatorial, Sudán y Gabón. 

## Taxonomía
Rothmannia whitfieldii fue descrita por (Lindl.) Dandy y publicado en Fl. Pl. Anglo-Egyptian Sudan 2: 461, en el año 1952.
Sinonimia
- Gardenia malleifera Hook.
- Gardenia whitfieldii Lindl.
- Genipa malleifera (Hook.) Baill.
- Randia cuvelierana De Wild.
- Randia eetveldiana De Wild. & T.Durand
- Randia homblei De Wild.
- Randia malleiflora Walp.
- Rothmannia eetveldiana (De Wild. & T.Durand) Fagerl.
- Rothmannia malleifera (Hook.) Benth.[4]